# Шлюб (фільм)
«Шлюб» (фр. Mariage) — трагікомедія Клода Лелуша. Не рекомендується перегляд дітям і підліткам молодше 16 років.

## Сюжет
Фільм являє собою хроніку тридцятирічного шлюбу Генрі (Руфуса) і Джейн (Бюль Огьер). Перша сцена відбувається 6 червня 1944 року. Генрі і Джейн щойно одружилися і збираються в'їхати в свій новий заміський будинок, що знаходиться поруч з бункером. Обидва воліли б жити в місті, але не можуть собі цього дозволити. Представники французького опору наводнюють будинок, збираючись знищити німців у бункері. У результаті цього рейду Генрі назавжди залишається пов'язаним з Опором.
10 років по тому в ювілей їхнього весілля (і ювілей рейду) Генрі нагороджують як героя, хоча Джейн не визнає цього. Вона бойкотує установку меморіальної дошки, присвяченої руйнуванню бункера. Ще через десять років відносини між подружжям погіршилися. І нарешті 30 років потому — 6 червня 1974 року — вже розлучена пара зустрічається, щоб продати будинок, і Генрі згадує старі часи і говорить про зв'язки, які не можна зруйнувати.

## У ролях
- Руфус — Генрі
- Бюль Огьер — Жанін
- Марі Деа — власник
- Кароліна Сельер — наречена 1974
- Бернард ле Кок — наречений 1974
- Шарль Жерар — ветеран
- Гаррі Волтер
- Леон Зітрон — грає самого себе
- Жерар Дурнель — ветеран
- Жермен Ляфель
- Жан Солар — генерал
- Оскар Фрайтаг — німецький офіцер
- Ален Басньер — Альбер у 20 років (немає в титрах)
- Марк Ваде — Альбер у 10 років (немає в титрах)

## Цікаві факти
- Прем'єра фільму відбулася 31 грудня, за іншими ж джерелами — 1 січня, тому часто фільм можуть відносити як до 1974 року, так і до 1975.
- У перекладі фільм має і іншу назву — «Узи шлюбу»